# ÖsszeEsküvők
Az ÖsszeEsküvők a TV2 valóságshowja, mely 2011. szeptember 16-án vette kezdetét. A műsor házigazdái Peller Mariann és Till Attila. A műsorhoz kapcsoló Esküdj! című esti adást Majka vezette. Az ÖsszeEsküvők fődíját Peti és Csenge nyerte.

## A műsor menete
- TV2: Minden hétköznap összefoglaló, illetve Esküdj!
- FEM3: Szombati heti összefoglaló
- PRO4: Péntek kivételével minden hétköznap élő közvetítés a házból

## A rezidencia lakói

### Arajelöltek
| Név     | Személyiségtípus |
| ------- | ---------------- |
| Alexa   | Merész           |
| Bea     | Romantikus       |
| Csenge  | Álmodozó         |
| Csilla  | Hízelgő          |
| Diaz    | Válogatós        |
| Dóra    | Kalandor         |
| Enikő   | Céltudatos       |
| Klaudia | Kitartó          |
| Mása    | Elszánt          |
| Maya    | Provokatív       |
| Mónika  | Maximalista      |
| Niko    | Bevállalós       |
| Petra   | Rendmániás       |
| Renike  | Vagány           |
| Viki    | Kacér            |
| Zsanett | Kalandvágyó      |
| Zsanika | Öntörvényű       |

### Vőlegényjelöltek
| Név                    | Személyiségtípus |
| ---------------------- | ---------------- |
| Alekosz (Nagy Alekosz) | Megmondóember    |
| Csoki                  | Jófiú            |
| Marián                 | Laza             |
| Norbi (Kanyár Norbert) | Nőcsábász        |
| Peti                   | Céltudatos       |
| Ricsi                  | Vagány           |
| Szilo                  | Nagydumás        |

### Anyósjelöltek
| Név    | Fia     |
| ------ | ------- |
| Ági    | Peti    |
| Erzsók | Szilo   |
| Éva    | Ricsi   |
| Ildi   | Norbi   |
| Ircsi  | Csoki   |
| Kati   | Marián  |
| Vája   | Alekosz |

## ÖsszeCsapások
| Kiválasztott | Mása                       | Zsanika                       | Mása                         | Niko                        | Ildi&Norbi                             | Zsanett                      | Kati&Marci                             | Enikő                      | Mónika                      | Kati&Marci                           | Renike                      | Dóra                       |
| Kijelölt     | Alexa                      | Petra                         | Zsanika                      | Csilla                      | Ircsi&Csoki                            | Mása                         | Ircsi&Csoki                            | Mása                       | Niko                        | Éva&Ricsi                            | Mása                        | Csenge                     |
| ------------ | -------------------------- | ----------------------------- | ---------------------------- | --------------------------- | -------------------------------------- | ---------------------------- | -------------------------------------- | -------------------------- | --------------------------- | ------------------------------------ | --------------------------- | -------------------------- |
| ÖsszeCsapás  | Mása (66,8%) Alexa (33,2%) | Zsanika (51,1%) Petra (48,9%) | Mása (78,7%) Zsanika (21,3%) | Niko (58,3%) Csilla (41,7%) | Ildi&Norbi (49,7%) Ircsi&Csoki (50,3%) | Zsanett (47,5%) Mása (52,5%) | Kati&Marci (53,7%) Ircsi&Csoki (46,3%) | Enikő (23,4%) Mása (76,6%) | Mónika (29,2%) Niko (70,8%) | Kati&Marci (23,4%) Éva&Ricsi (76,6%) | Renike (25,8%) Mása (74,2%) | Dóra (9,5%) Csenge (90,5%) |
| Továbbjutott | Mása                       | Zsanika                       | Mása                         | Niko                        | Ircsi&Csoki                            | Mása                         | Kati&Marci                             | Mása                       | Niko                        | Éva&Ricsi                            | Mása                        | Csenge                     |
| Kiszavazott  | Alexa                      | Petra                         | Zsanika                      | Csilla                      | Ildi&Norbi                             | Zsanett                      | Ircsi&Csoki                            | Enikő                      | Mónika                      | Kati&Marci                           | Renike                      | Dóra                       |

| Finalisták           | Eredmény | Eredmény    | Helyezés         |
| Finalisták           | Első kör | Második kör | Helyezés         |
| -------------------- | -------- | ----------- | ---------------- |
| Csenge+Peti (&Ági)   | 43,9%    | 55,1%       | Győztes pár      |
| Niko+Ricsi (&Éva)    | 37,1%    | 44,9%       | 2. helyezett pár |
| Mása+Alekosz (&Vája) | 19,0%    | -           | 3. helyezett pár |